# Steffie Schäfer-Nathan
Steffie Schäfer-Nathan (geb. Nathan; 1895–1972) war deutsche Grafikerin und Illustratorin. Als Jüdin emigrierte aus dem nationalsozialistischen Deutschen Reich nach England.

## Leben und Werk
Steffie Nathan kam aus einer jüdischen Berliner Familie. Über ihre Ausbildung und die ersten beruflichen Jahre ist nichts bekannt. 1924 wird als ihre Adresse die Berlin-Charlottenburger Clausewitz-Straße 5 genannt, wo sie offenbar zur Untermiete wohnte. In Berlin war sie in den 1920er bis Anfang der 1930er Jahre vor allem eine erfolgreiche Gebrauchsgrafikerin und Pressezeichnerin, insbesondere für Publikums- und Modezeitschriften wie Die Dame, Uhu, Das Leben, Styl und Das Junge Deutschland. Monatsschrift für Literatur und Theater (Hrsg. Deutsches Theater Berlin). Besondere Aufmerksamkeit erlangte sie mit ihren „famosen“ Titelbildern. Sie machte u. a. auch für die Zeitschriften Modeentwürfe, Zuarbeiten für Filmprojekte und entwarf Werbeplakate. Für den J. Ladyschnikow-Verlag ist ihr Entwurf des Titelbilds zur Ausgabe von Dostojewskis Der Idiot (1920) nachgewiesen.
Steffie Nathan heiratete nach dessen Scheidung von Oda Schaefer den Grafiker Albert Schaefer-Ast und war u. a. mit Jeanne Mammen befreundet.
Nach der Machtergreifung nötigten die Nationalsozialisten Schaefer-Ast, sich von seiner jüdischen Frau scheiden zu lassen. 1939 gelang es ihnen, ihre Tochter Susanne mit einem von den Quäkern organisierten Kindertransport nach Großbritannien bringen zu lassen. Da sie als Jüdin in Deutschland zunehmend gefährdet war, folgte Steffie Schäfer-Nathan ihr im Juli 1939. Es bestand danach eine Zeitlang weiterhin brieflicher Kontakt mit Schäfer-Ast.
Über die ersten Jahre Steffie Schäfer-Nathans in England wurde nichts gefunden. Es ist anzunehmen, dass sie wie die meisten Emigranten aus Deutschland den Restriktionen als Enemy Alien unterlag. Nach Ende des Zweiten Weltkriegs konnte sie wieder in ihrem Beruf arbeiten.
Arbeiten Steffie Schäfer-Nathans befinden sich u. a. im Robert Gore Rifkind Center for German Expressionist Studies Department am Los Angeles County Museum of Art.

## Zeitgenössische Rezeption
In den „famosen Umschlägen für die deutsche Modezeitschrift ‚Die Dame‘ … fand sie neben der modischen Betonung doch immer einen leicht ironisch-amüsanten und anziehenden Ton. Auch die Kleinplakate, die sie für die Zigarettenfabrik „Haus Neuerburg“ zeichnete, sind in den Grundzügen modisch, aber die Scenen, die sie schildert, spiegeln gleichzeitig etwas von der Atmosphäre ihrer Zeit. […] Steffi Schäfer geht mit der Farbe ebenso zart und delikat um als mit dem Zeichenstift.“

## Werke (Auswahl)

### Zeitschriften-Illustrationen
- Der Frühlingshut. „… und das ist Ihre ganze Auswahl …?“ (Titelbild, Uhu, 7/1930)[3]
- o.T. / Sportliche Frau (Titelbild, Uhu, 10/1930)[4]
- Mein Mann, der Herr im Hause (Uhu, 6/1933)[5]
- Endloses Telefongespräch (Uhu, 4/1932)[6]
- Christmette im Radio (Uhu, 1/1934)[7]

### Werbegrafik
- Wilhelm Wagner. Buch- und Kunstdruckerei (in: Das Plakat, 5/1919)[8]

### Weitere Druckgrafik
- o. T. / zwei Männer auf der Straße (1919, Lithografie, 12,38 × 8,89 cm)[9]
- o. T. / zwei Menschen im Wald (1919, Lithografie, 11,43 × 8,26 cm; publiziert in Das junge Deutschland, Nr. 4/5)[10]